# Arnold Lindman
Ernst Arnold Lindman, född den 1 mars 1877 i Oskarshamn, död den 12 december 1958 i Jönköping, var en svensk jurist och ämbetsman. 
Lindman avlade mogenhetsexamen i Växjö 1895, juridisk-filosofisk examen vid Uppsala universitet 1896 och hovrättsexamen där 1901. Han blev auskultant i Göta hovrätt 1901, extra ordinarie notarie där samma år, tillförordnad fiskal 1908, adjungerad ledamot 1909 och ordinarie fiskal 1912. Lindman var hovrättsråd där 1914–1944, Justitieombudsmannens suppleant 1920–1922 och divisionsordförande i hovrätten 1933–1944. Han var vice ordförande i Norra Smålands fornminnes- och hembygdsförbund (ordförande i arbetsutskottet). Han publicerade Den nya flottningslagstiftningen (1920) och Lagen om fri rättegång (samma år). Lindman blev riddare av Nordstjärneorden 1919, kommendör av andra klassen av samma orden 1931 och kommendör av första klassen 1944. Han vilar på Östra kyrkogården i Jönköping.